# Ostheimer Warte

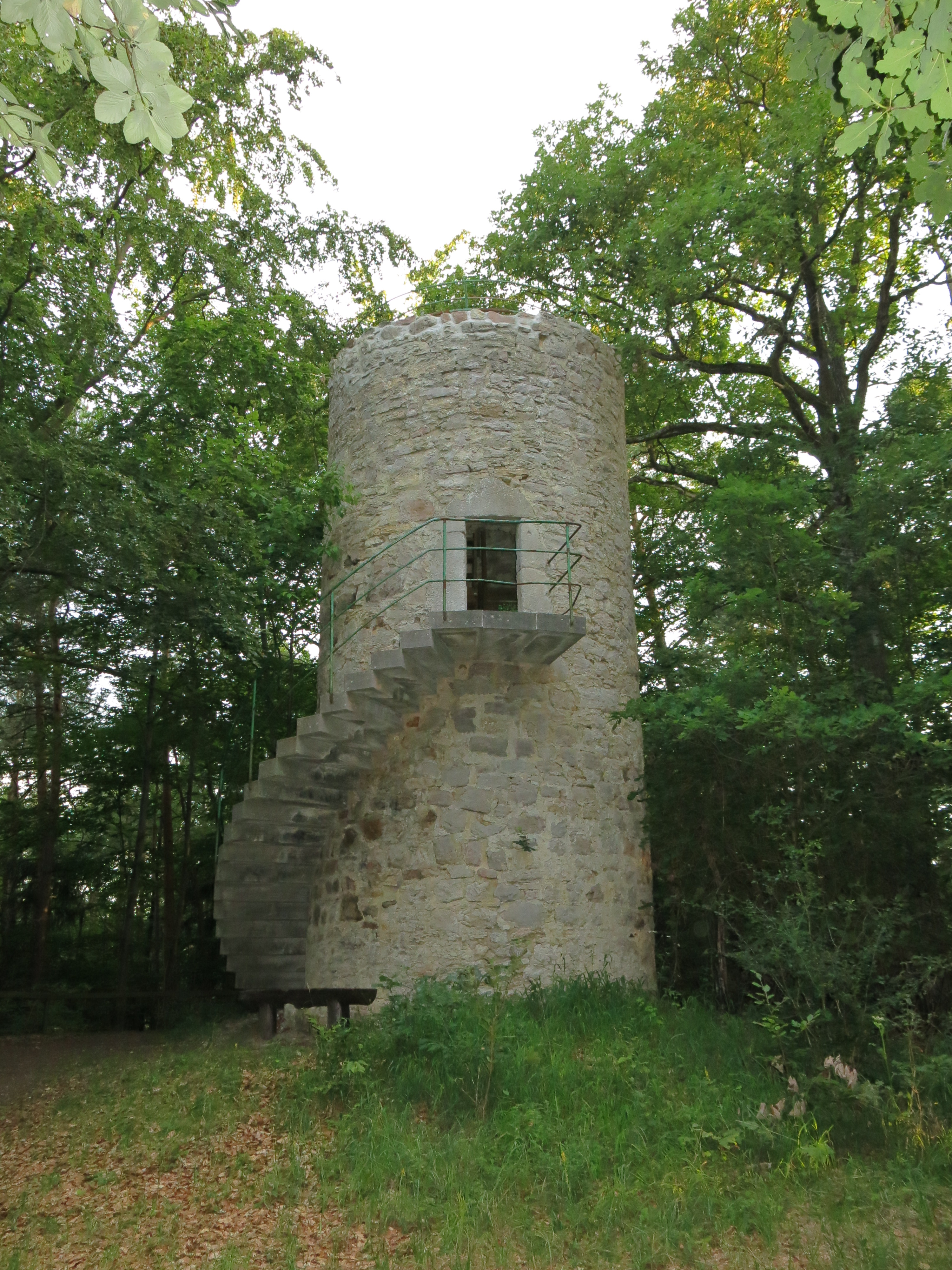
Ostheimer Warte

Die Ostheimer Warte ist eine von zahlreichen Warttürmen in der Umgebung von Ostheim vor der Rhön und stammt aus dem 14. Jahrhundert. 
Der Turm ist 7 Meter hoch und steht auf einem bewaldeten Bergrücken 434 m ü. NN südwestlich von Ostheim vor der Rhön. Die 0,55 × 1 m große Türöffnung liegt in 3 m Höhe.
Wie bei den anderen Türmen der Umgebung geht man davon aus, dass der Turm als Signalturm diente.
In heutigen Tagen erfreut sich der Turm als Wanderziel der „Kirschberge“, sodass der Turm begehbar gemacht wurde und auf dem Platz darum herum Rastmöglichkeiten erhielt. Die Aussicht ist durch den umgebenden Baumbestand mittlerweile vollständig zugewachsen.
Siehe auch:
- Warttürme zwischen Rhön und dem Grabfeld

## Weblink
- Ostheimer Warte auf ostheimrhoen.de (Archivlink)

Koordinaten: 50° 26′ 55,5″ N, 10° 11′ 38,2″ O